# Vernon Regional Airport
Vernon Regional Airport (engelska: Vernon Airport) är en flygplats i Kanada.   Den ligger i provinsen British Columbia, i den södra delen av landet, 3 300 km väster om huvudstaden Ottawa. Vernon Regional Airport ligger 347 meter över havet. Den ligger vid sjön Okanagan Lake.
Terrängen runt Vernon Regional Airport är huvudsakligen kuperad. Vernon Regional Airport ligger nere i en dal. Närmaste större samhälle är Vernon, 4,6 km nordost om Vernon Regional Airport. 
I omgivningarna runt Vernon Regional Airport växer i huvudsak barrskog. Runt Vernon Regional Airport är det mycket glesbefolkat, med 2 invånare per kvadratkilometer.